# Świerki Dolne (przystanek kolejowy)
Świerki Dolne – przystanek kolejowy w Świerkach Dolnych, w województwie dolnośląskim.
Przez przystanek biegnie linia kolejowa nr 286, reaktywowana w 2009 r. po trzech latach przerwy.

## Ruch pasażerski
| Rok  | Wymiana pasażerska na dobę |
| ---- | -------------------------- |
| 2017 | 10-19                      |
| 2022 | 10-19                      |

## Szlaki turystyczne
Kościelec – Góra Wszystkich Świętych – Góra Świętej Anny – Przełęcz pod Krępcem – Nowa Ruda – Pisztyk - Włodzicka Góra – Świerki Dolne (przystanek kolejowy) – Kompleks Gontowa – Sokolec – Schronisko Sowa – Wielka Sowa
 Świerki Dolne (przystanek kolejowy) – Rozdroże pod Włodzicką Górą – Świerki – Granicznik – Rozdroże pod Słoneczną Kopą
 Świerki Dolne (przystanek kolejowy) – Sierpnica – Kompleks Osówka